# Jod
Jod (I, łac. iodum) – pierwiastek chemiczny z grupy 17 – fluorowców. Nazwa pochodzi od stgr. ἰοειδής ioeides – fioletowy.
W naturze występuje tylko jeden trwały izotop 127
I, izotopy promieniotwórcze: 123
I, 125
I, 129
I, 131
I.

## Historia
Odkryty w 1812 roku przez Bernarda Courtois, co zostało później potwierdzone przez chemików: Charles’a Desormes’a i Nicholasa Clémenta. Właściwości jodu przebadał dokładniej w 1813 roku inny znany francuski chemik Joseph Louis Gay-Lussac, który nadał temu pierwiastkowi nazwę. Do pierwszeństwa rościł sobie też prawa Humphry Davy, który pracował niezależnie, a opublikował swoje wyniki kilkanaście dni później niż Desormes i Clément.
Zgodnie z zaleceniami IUPAC symbolem jodu jest „I”, jednak w starszej literaturze spotyka się symbol „J”.

## Właściwości

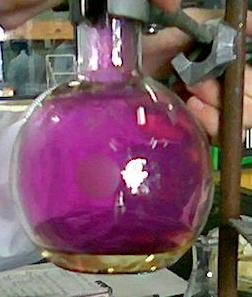
intensywnie fioletowe pary jodu

Jod w temperaturze pokojowej występuje w postaci stałej, jako połyskliwa, niebiesko-czarna substancja krystaliczna. Pod ciśnieniem normalnym topi się w ok. 114 °C, a wrze w ok. 184 °C. W formie ciekłej ma kolor czarny. Łatwo sublimuje przed osiągnięciem temperatury topnienia. Sublimacja zachodzi w pewnym stopniu również w temperaturze pokojowej, co utrudnia jego dokładne naważenie. Jego para ma kolor niebieskawy w próżni, a brązowofioletowy w powietrzu. Ma charakterystyczną drażniącą woń. Pary jodu można łatwo zestalić na chłodniejszej powierzchni w procesie resublimacji.
Występuje w postaci dwuatomowych cząsteczek I
2, które ulegają dysocjacji termicznej do postaci atomowej najłatwiej spośród wszystkich fluorowców. W 575 °C stopień dysocjacji wynosi 1%. Powyżej ok. 700 °C udział formy atomowej jest znaczący.
Słabo rozpuszcza się w wodzie, ale jest dobrze rozpuszczalny w wodnym roztworze jodku potasu (płyn Lugola), gdzie tworzy jony I
n−
 (przede wszystkim I−
3), a także w alkoholach, chloroformie i innych rozpuszczalnikach organicznych.

## Występowanie
Jod nie występuje w postaci wolnej i należy do pierwiastków mało rozpowszechnionych w przyrodzie. Stanowi 0,46 ppm skorupy ziemskiej, zajmując 60. miejsce wśród pierwiastków. W małych ilościach występuje powszechnie w skałach, glebie, wodzie morskiej i organizmach żywych, a większych stężeniach, 30–1500 ppm, znajdowany jest w solankach towarzyszących złożom ropy naftowej i gazu ziemnego. W Chile pokłady saletry chilijskiej występujące w formie caliche zawierają 0,02–1% jodu w formie jodanu wapnia, Ca(IO
3)
2. Jego zawartość w wodzie morskiej wynosi średnio 0,05 ppm i jest uzależniona od jej zasolenia – z tego powodu w Bałtyku wynosi jedynie 0,01 ppm. Organizmy morskie (np. ryby, wodorosty i koralowce) są zdolne do gromadzenia jodu, osiągając stężenia do 7% w suchej masie (koralowiec Gorgonia verrucosa). Minerały jodu są rzadkie i zawierają najczęściej jodan wapnia lub jodki. Najważniejszym z nich jest lautaryt (bezwodny jodan wapnia), pozostałe to bruggenit Ca(IO
3)
2·H
2O, dietzeit Ca
2(IO
3)
2(CrO
4) lub 7Ca
2(IO
3)
2·8CaCrO
4, jodoargiryt AgI i jodoembolit Ag(Cl,Br,I).

## Produkcja przemysłowa
Światowa produkcja jodu w latach 80. XX w. wynosiła ok. 12,5 tys. ton rocznie, z czego Japonia wytwarzała ponad 7 tys. ton. W 2001 r. produkcja światowa doszła do blisko 20 tys. ton, a liderem stało się Chile, produkujące 10,5 tys. ton.

### Metody otrzymywania
Z wodorostów
Pierwszym surowcem do przemysłowej produkcji jodu były wodorosty z rodziny Laminaria (listownica) lub – w mniejszym stopniu – Fucus (morszczyn), zawierające do 0,45% jodu w suchej masie. Wykorzystywano je w latach 1817–1959, po czym została zarzucona. 
Z solanek
W 1852 r. rozpoczęto produkcję jodu z solanek głębinowych; w latach 80. i 90. XX w. było główne źródło tego pierwiastka. Najbardziej znaczącym producentem jodu z solanek jest Japonia, przy czym uzyskiwanie jodu w ten sposób uzależnione jest od cen petrochemikaliów – gdy są one niskie, eksploatacja złóż gazu ziemnego w Japonii spada na rzecz importu, za czym idzie zmniejszenie ilości wydobytej solanki i spadek produkcji jodu. W celu uzyskania jodu z solanki obecne w niej jodki utlenia się do jodu pierwiastkowego za pomocą chloru:
2I−
 + Cl
2  →  I
2 + 2Cl−

Z saletry
Jedynym miejscem na świecie, gdzie jod uzyskuje się ze złóż pokładowych jest Chile. Pierwsze próby uzyskiwania jodu z saletry chilijskiej podjęte zostały już pod koniec XVIII w., jednak ciągła produkcja rozpoczęła się dopiero 1868 r. Jod uzyskiwany jest jako produkt uboczny podczas produkcji saletry. Ze złoża caliche ługuje się azotany i jodany, a następnie prowadzi się krystalizację azotanu sodu, co prowadzi do wzrostu stężenia jodanu. Po osiągnięciu stężenia ok. 0,6% jodany redukuje się do jodków stechiometryczną ilością wodorosiarczynu sodu:
IO−
3 + 3HSO−
3  →  I−
 + 3SO2−
4 + H+

Do tak uzyskanego roztworu dodaje się stechiometryczną ilość wyjściowego roztworu zawierającego jodany, co prowadzi do komproporcjonowania IO−
3 i I−
 do jodu pierwiastkowego:
5I−
 + IO−
3 + 6H+
  →  3I
2↓ + 3H
2O

## Związki i reaktywność jodu

### Chemia nieorganiczna
Jod podobnie jak inne fluorowce jest bardzo reaktywny, szczególnie wobec metali, z którymi daje jodki. Tworzy liczne związki chemiczne, w których występuje jako jedno-, trój-, pięcio- lub siedmiowartościowy. W reakcji z amoniakiem tworzy wybuchowy jodek azotu. Własności związków jodu są podobne do analogicznych związków bromu i chloru. Najważniejszymi nieorganicznymi związkami jodu są jodek potasu, jodowodór, jodany i nadjodany.

### Chemia organiczna
Wiązanie C−I jest najmniej trwałe spośród połączeń halogenów z węglem (anion jodkowy jest dość dobrą grupą opuszczającą) i ulega stosunkowo łatwemu podstawieniu przez nukleofile. Reaktywność jodków alkilowych wykorzystywana jest w reakcjach alkilowania, szczególnie do metylowania za pomocą jodku metylu CH
3I (łagodniejszego od siarczanu dimetylu). Jest to przyczyną silnie toksycznych właściwości tych związków.
Jod może tworzyć związki kompleksowe z niejonowymi związkami powierzchniowo czynnymi (tzw. jodofory). W takich kompleksach jod wiąże się z wodorem grupy hydroksylowej niejonowego związku za pomocą wiązania koordynacyjnego typu mostka wodorowego. Takie wiązanie nadaje jodoforom własności łagodności dla skóry przy jednoczesnym silnym działaniu mikrobiobójczym oraz własnościach myjących.
Jod posiada łagodne własności utleniające, np. wobec organicznych związków fosforu:
PIII
 → PV

W środowisku zasadowym wiązanie P−I w diestrach kwasu jodofosforowego (RO)
2P(O)I jest niezwykle reaktywne wobec nukleofili, w wyniku czego powstają różnorodne pochodne kwasu fosforowego (diestry, triestry, amidoestry, pirofosforany).
W środowisku zasadowym jod reaguje bardzo łatwo z aldehydami i ketonami posiadającymi grupę metylową w pozycji α z wytworzeniem jodoformu (reakcja haloformowa). Reakcja ta jest wykorzystywana w analityce. Jodoform był jednym z pierwszych antyseptyków.

## Zastosowanie
Jod ma zastosowanie w produkcji barwników oraz w fotografii. W medycynie jako płyn Lugola stosowany jest w leczeniu i profilaktyce chorób tarczycy oraz jako środek dezynfekujący w formie jodyny. Izotopy promieniotwórcze 123
I oraz 131
I mają zastosowanie w rozpoznawaniu i leczeniu chorób tarczycy. Jod służy też do wykrywania skrobi w analizie chemicznej (próba jodowa), w formie jodyny bądź płynu Lugola. Ponadto opary jodu wykorzystywane są do wywoływania płytek do chromatografii cienkowarstwowej.

## Znaczenie biologiczne
Jod jest dla człowieka niezbędnym mikroelementem. Jest dostarczany z pożywieniem i wodą. Gleby i woda okolic nadmorskich są najbogatsze w jod, im dalej od morza gleby są coraz uboższe w ten pierwiastek. Najmniej jodu jest w glebie i wodzie okolic górskich i podgórskich. Ciało zdrowego człowieka zawiera 30–50 mg jodu. Najwięcej jodu występuje w tarczycy, która ma zdolność aktywnego gromadzenia tego pierwiastka. Bez jodu niemożliwa jest produkcja w pęcherzykach tarczycy tyroksyny (T4) i trójjodotyroniny (T3), niezbędnych do prawidłowego funkcjonowania wszystkich komórek organizmu.
Niedobór jodu w pożywieniu i w wodzie po pewnym czasie może prowadzić do powstania wola tarczycy. Zagrożenia takie występuje przede wszystkim w okolicach górskich. Dawniej takie tereny były miejscami endemicznego występowania wola u osób dorosłych i wrodzonego zespołu niedoboru jodu u dzieci. Niedobór jodu niweluje się współcześnie przez jodowanie soli kuchennej lub dodatek związków jodu do mąki.
Niedostatek jodu u dzieci zmniejsza zdolność uczenia się, spowalnia wzrost i rozwój fizyczny w okresie pokwitania. U dorosłych może upośledzać funkcje rozrodcze, utrudniać utrzymanie ciąży, prowadzić do niewydolności tarczycy i w konsekwencji do zahamowania funkcji wielu narządów i procesów życiowych organizmu.
Dobowe zapotrzebowanie na jod jest bardzo małe, ok. 200 mikrogramów, w ciągu całego życia potrzeba zatem zaledwie kilka gramów jodu. Niektóre warzywa głównie z rodziny kapustowatych (np. kapusta) zawierają rodanki, które działając antagonistycznie do jodków, mogą pogorszyć przebieg niektórych schorzeń tarczycy.
| Zawartość jodu w przykładowych produktach [µg/100g]: | Zawartość jodu w przykładowych produktach [µg/100g]: |
| ---------------------------------------------------- | ---------------------------------------------------- |
| dorsz, plamiak                                       | 116                                                  |
| tuńczyk                                              | 20                                                   |
| wieprzowina                                          | 7–12                                                 |
| wołowina                                             | 15–19                                                |
| kurczak                                              | 15–18                                                |
| mleko                                                | 21–25                                                |
| ser biały                                            | 26                                                   |
| jajko                                                | ok. 25/szt.                                          |
| ryż                                                  | 3                                                    |

| Dobowe zapotrzebowanie na jod w różnych okresach życia: | Dobowe zapotrzebowanie na jod w różnych okresach życia: |
| ------------------------------------------------------- | ------------------------------------------------------- |
| niemowlęta do 1 roku życia                              | 50 μg                                                   |
| dzieci 1–3 lat                                          | 70 μg                                                   |
| dzieci do 6 lat                                         | 90 μg                                                   |
| do 6–10 lat                                             | 120 μg                                                  |
| młodzież                                                | 150 μg                                                  |
| dorośli                                                 | średnio 200 μg                                          |
| kobiety ciężarne                                        | 230 μg                                                  |
| kobiety karmiące                                        | 260 μg                                                  |

Od około 12 tygodnia płód zaczyna wytwarzać własne hormony tarczycowe. Potrzebny jod pobiera od matki, także w okresie karmienia piersią jedynym źródłem jodu dla dziecka jest matka. Dlatego szczególnie w tych okresach uzupełnianie jodu w pożywieniu matki jest ważne.
Na świecie około 1,5 miliarda ludzi żyje w rejonach dotkniętych niedoborem jodu, a wole endemiczne pojawiają się u około 600 milionów ludzi. Taki sam problem występuje w Europie, a także na całym terenie Polski (oprócz wąskiego pasa wybrzeża Bałtyku), szczególnie w województwach południowych.
Jod w postaci czystej jest toksyczny. W kontakcie ze skórą wywołuje silne podrażnienia, rany i zmiany martwicze. Po spożyciu powoduje pojawienie się ciemno zabarwionych wymiotów, bólu brzucha, ciemnych plam w ustach i szumu w uszach. W cięższych przypadkach może wystąpić wstrząs, majaczenie i stupor. Duże dawki jodu mogą uszkadzać ściany żołądka i jelit, a także nerki.
Długotrwałe zażywanie zwiększonych dawek jodu prowadzi do rozwoju jodzicy.
Dawka śmiertelna dla człowieka wynosi 3–4 g.

### Leczenie zatruć jodem
Osobom zatrutym podaje się doustnie zawiesinę skrobi, która wiąże jod, lub tiosiarczan sodu, redukujący wolny jod do jodków. Stosuje się też wymuszoną diurezę i wyrównuje zaburzoną gospodarkę elektrolitową.